# Santa Inês
Santa Inês este un oraș în statul Bahia (BA) din Brazilia.